# Église Sainte-Euphémie de Novare
L'église Sainte-Euphémie (italien : chiesa di Sant'Eufemia ; piémontais : cesa ëd Sant'Eufemia) est une église catholique située dans la ville de Novare, dans la région du Piémont, en Italie.

## Histoire
La première mention de l'église remonte à 1124, lorsque l'évêque de Novare, Litifredo, permet au recteur de la confrérie homonyme d'y célébrer les liturgies de Noël, Epiphanie, Pâques et Pentecôte.
L'église a été administrée par la confrérie de San Defendente jusqu'en 1586, lorsque celle-ci a rejoint la confrérie de la Sainte Trinité des Pèlerins de Rome. À partir de ce moment-là, l'église a assumé le titre de «Hospice des pèlerins», maintenu jusqu'à la fin du XIXe siècle.
Vers le milieu du XVIIe siècle, l'église était dégradée. Grâce à des dons importants la fraternité a reconstruit le bâtiment en 1666, selon les instructions dictées par saint Charles Borromée. La reconstruction est attribuée à l'architecte A. Pellegrini. La façade a été achevée en 1698 et restaurée en 1787.

## Description
Le plan du bâtiment est en croix latine, avec un grand transept.
L'église abrite un «  martyre d'un Saint » de Pianca, datant de 1745, une toile de Bartolomeo Vandoni représentant Sant'Ombono et des monuments funèbres en marbre du comte Giuseppe Tornielli Brusati, sculpté en 1843 par Bisetti, et du cardinal Giovanni Cacciapiatti.
La chaire sculptée a été exécutée vers 1682 par le novarais Vallo et le chœur rococo a été conçu en 1775 par Olivarez da Corbetta et par Barengo de Magenta.

## Source de la traduction
- (it) Cet article est partiellement ou en totalité issu de l’article de Wikipédia en italien intitulé « Chiesa di Sant'Eufemia (Novara) » (voir la liste des auteurs).